# Declieuxia juniperina
Declieuxia juniperina là một loài thực vật có hoa trong họ Thiến thảo. Loài này được A.St.-Hil. mô tả khoa học đầu tiên năm 1833.